# Masivul Ceahlău (sit SPA)
Masivul Ceahlău este o arie de protecție specială avifaunistică (sit SPA) situată în partea nord-estică a României, pe teritoriile județelor Neamț și Harghita.

## Localizare
Aria naturală se întinde în extremitatea central-vestică a județului Neamț (la limita de graniță cu Harghita, ocupând 1% din teritoriul comunei Tulgheș), pe teritoriile administrative ale comunelor Bicazu Ardelean, Ceahlău, Grințieș și Tașca și pe cel al orașului Bicaz.

## Înființare
Situl Masivul Ceahlău a fost declarat arie de protecție specială avifaunistică prin Hotărârea de guvern nr. 971 din 5 octombrie 2011 (pentru modificarea și completarea Hotărârii Guvernului nr. 1.284/2007 privind declararea ariilor de protecție specială avifaunistică ca parte integrantă a rețelei ecologice europene Natura 2000 în România). Acesta se desfășoară pe o suprafață de 27,715,5 ha, încadrat la est de valea Bistriței (Lacul Izvorul Muntelui), la vest de pâraiele Pintic și Bistra, la sud de râul Bicaz, iar la nord de valea Bistricioarei.
Situat în arealul Carpaților Orientali, la nivelul zonei centrale, acesta reprezintă o zonă naturală (formată din conglomerate dure a Masivului Ceahlău) ce include ariile protejate Cascada Duruitoarea (monument al naturii), Lacul Izvorul Muntelui, Polița cu Crini (rezervație naturală de tip științific și botanic) și Parcul Național Ceahlău.

## Biodiversitate
Arealul dispune de mai multe tipuri de habitate (Păduri aluviale cu Alnus glutinosa și Fraxinus excelsior (Alno-Padion, Alnion incanae, Salicion albae), Păduri dacice de fag (Symphyto-Fagion), Păduri acidofile de Picea abies din regiunea montană (Vaccinio-Piceetea), 
Păduri de Larix decidua și/sau Pinus cembra din regiunea montană, Păduri din Tilio-Acerion pe versanți abrupți, grohotișuri și ravene, Tufărișuri cu Pinus mugo și Rhododendron myrtifolium, Pajiști calcifile alpine și subalpine, Peșteri închise accesului public,  Tufărișuri cu specii sub-arctice de Salix, Comunități de lizieră cu ierburi înalte higrofile de la nivelul câmpiilor, până la cel montan și alpin, Comunități rupicole calcifile sau pajiști bazifite din Alysso-Sedion albi, Fânețe montane, Versanți stâncoși cu vegetație chasmofitică pe roci calcaroase și Vegetație lemnoasă cu Salix eleagnos de-a lungul râurilor montane) cu o gamă diversă de floră și faună specifică lanțului oriental al Carpaților. Situl adăpostește și asigură condiții prielnice de viețuire mai multor specii de păsări (migratoare, de pasaj sau sedentare), dintre care unele protejate la nivel european sau aflate pe lista roșie a IUCN.

### Faună și floră
La baza desemnării sitului se află mai multe specii avifaunistice enumerate în anexa I-a a Directivei Consiliului European 147/CE din 30 noiembrie 2009 și Directiva 79/409/CEE din 2 aprilie 1979 (privind conservarea păsărilor sălbatice); astfel: uliul porumbar (Accipiter gentilis), minuniță (Aegolius funereus), acvilă de munte (Aquila chrysaetos), pescăruș albastru (Alcedo atthis), fâsă de munte (Anthus spinoletta), drepneaua neagră (Apus apus), fâsă de munte (Anthus spinoletta), acvilă țipătoare mică (Aquila pomarina), ciuf de pădure (Asio otus), cucuvea (Athene noctua), cocoș de mesteacăn (Bonasa bonasia), bufniță (Bubo bubo), șorecar comun (Buteo buteo), caprimulg (Caprimulgus europaeus), cojoaică de pădure (Certhia familiaris), barză albă (Ciconia ciconia), barză neagră (Ciconia nigra), mierlă de apă (Cinclus cinclus), porumbel de scorbură (Columba oenas), corb (Corvus corax), cristei de câmp (Crex crex), ciocănitoare cu spatele alb (Dendrocopos leucotos), ciocănitoare de stejar (Dendrocopos medius), ciocănitoarea de grădină (Dendrocopos syriacus), ciocănitoare neagră (Dryocopus martius), presură de munte (Emberiza cia), șoim călător (Falco peregrinus), muscar gulerat (Ficedula albicollis), muscar mic (Ficedula parva), sfrâncioc roșiatic (Lanius collurio), sfrâncioc roșiatic (Lanius collurio), sfrânciocul cu frunte neagră (Lanius minor), ciocârlia de pădure (Lullula arborea), mierlă de piatră (Monticola saxatilis), alunar (Nucifraga caryocatactes), pițigoi moțat (Parus cristatus), pițigoi de munte (Parus montanus), potârniche (Perdix perdix), viespar (Pernis apivorus), ciocănitoarea de munte (Picoides tridactylus), ciocănitoarea verzuie (Picus canus), brumăriță de stâncă (Prunella collaris), cănăraș (Serinus serinus), turturică (Streptopelia turtur), huhurezul mare (Strix uralensis), cocoș de munte (Tetrao urogallus), fluturaș de stâncă (Tichodroma muraria), mierlă gulerată (Turdus torquatus), pupăză (Upupa epops).
Flora sitului este alcătuită din arbori și arbusti cu specii de brad (Abies alba), larice (Larix decidua), zâmbru (Pinus cembra), tisă (Taxus baccata), pin de pădure (Pinus sylvestris), jneapăn (Pinus mugo), ienupăr (Juniperus sibirica) sau ienupăr (Juniperus communis), fag (Fagus sylvatica), gorun (Quercus petraea), stejar (Quercus robur), carpen (Carpinus betulus), paltin de munte (Acer pseudoplatanus), arțar (Acer platanoides), tei (Tilia cordata), frasin (Fraxinus excelsior), jugastru (Acer campestre), mesteacăn (Betula pendula), arțar (Acer platanoides), răchită (Salix bicolor), salcie albă (Salix eleagnos), arin de munte (Alnus viridis), arin negru (Alnus glutinosa), alun (Corylus avellana), păducel (Crataegus monogyna), afin (Vaccinum myrtillus L.), soc negru (Sambucus nigra), mur (Robus fruticosus), zmeur (Robus idaeus), măceș (Rosa canina) sau merișor (Vaccinium vitis-idaea).
La nivelul ierburilor sunt întâlnite mai multe elemente floristice rare; printre care: arnică (Arnica montana), pelin (Artemisia eriantha), omag (Aconitum napellus ssp. firmum), sânziene de munte (Asperula carpatica), clopoței (Campanula patula ssp. abietina), cornuț (Cerastium transsilvanicum), crucea voinicului (Hepatica transsilvanica), ineață (Linum perenne ssp. extraaxillare), țâța-vacii (Primula elatior ssp. leucophylla), darie de munte (Pedicularis baumgartenii), firuță (Poa rehmannii), verzișoară de munte (Sempervivum montanum ssp. carpaticum), degetăruț (Soldanella hungarica ssp. hungarica) sau cimbrișor (cu specii de: Thymus comosus și Thymus bihoriensis).

## Monumente și atracții turistice
În arealul sitului și în vecinătatea acestuia se află mai multe obiective de interes istoric, cultural și turistic (lăcașuri de cult, muzee, arii naturale protejate); astfel:

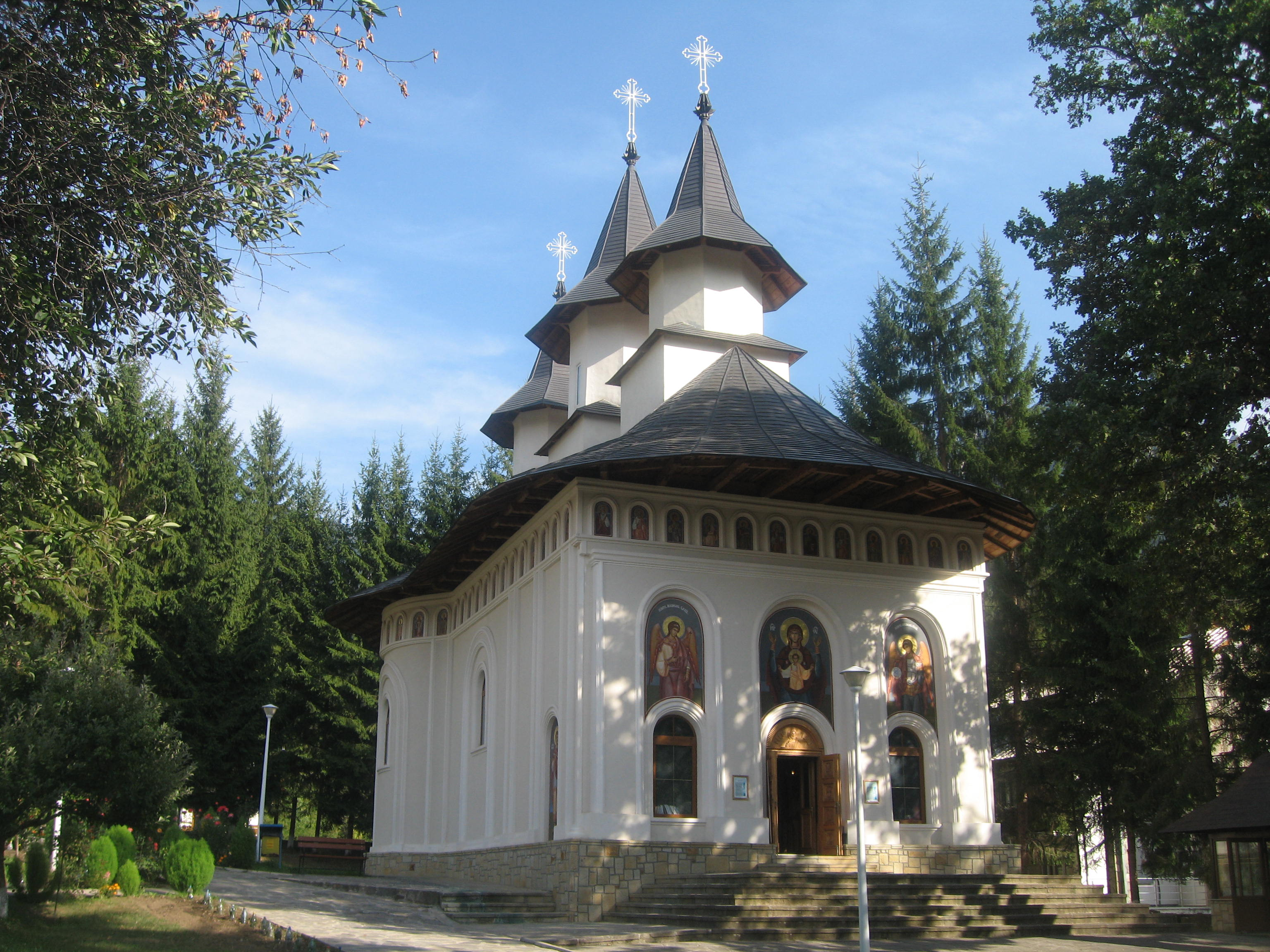
Biserica Mănăstirii Durău

- Ansamblul Mănăstirii Durău (Biserica „Buna Vestire”, casa mitropolitului Veniamin Costachi, casa monahului Varahil Moraru, stăreția, clopotnița de zid și clopotnița de lemn) din localitatea omonimă, construcție secolul al XIX-lea, monument istoric.
- Biserica de lemn "Sf. Voievozi" din Bistricioara, construcție secolul al XVIII-lea, monument istoric.
- Ansamblul fostului schit Hangu (Biserica „Pogorârea Sf. Duh”, ruinele palatului cnejilor și zid de incintă) din Ceahlău, construcție sec. XVII-XIX, monument istoric.
- Ansamblul schitului "Sf. Ana" (biserică de lemn și turn-clopotniță) din Ceahlău, construcție sec. XVIII - XIX, monument istoric.
- Biserica de lemn "Înălțarea Sf. Cruci" din Telec, construcție secolul al XVIII-lea, monument istoric.
- Biserica de lemn „Sfinții Arhangheli” din Tulgheș, construcție 1828, monument istoric.
- Biserica de lemn „Sfântul Dumitru” din Bicazu Ardelean, construcție 1829, monument istoric.
- Biserica de lemn din Grințieș, construcție secolul al XVIII-lea, monument istoric.
- Teatrul Sătesc "Ion Calinderu" (azi muzeu) din Bicaz, construcție 1908-1912, monument istoric.
- Ariile naturale: Peștera Munticelu, Peștera Toșorog, Lacul Izvorul Muntelui, Cascada Duruitoarea și Polița cu Crini (rezervație naturală de tip științific).

## Căi de acces
- Din DN12C, pe o calea rutieră secundară (DJ127A), înspre satul Telec. Aceasta urcă spre Pasul Balaj pe valea Jidanului (Capra) din Bicazu Ardelean prinTelec și coboară inițial pe firul Balajului, apoi pe valea Putnei Mari în satul Tulgheș
- La est și nord DN15 pe porțiunea Bicaz – Poiana Largului – Tulgeș, la sud DN12C pe porțiunea Bicazu Ardelean – Bicaz.
- Din DN15 se desprinde între Bicaz și baraj o calea rutieră secundară  DJ155F care permoite accesul spre zona înaltă a Ceahlăului și face legătura între Izvoru Muntelui – Durău - Ceahlău – Bistricioara.
- Între Bicaz Baraj (din DN15) și satul Ceahlău (DJ155F), prin Izvoru Alb și Secu, pe un drum marginal, prin partea dreaptă a lacului Izvorul Muntelui.